# Wisconsin Department of Natural Resources
Das Wisconsin Department of Natural Resources (Abk. DNR oder WDNR) ist eine Behörde des US-Bundesstaates Wisconsin, die für den Schutz, die Verwaltung und die Wahrung der Natürlichen Ressourcen von Wisconsin zuständig ist. Außerdem macht sie Gesetzesvorschläge für die Wisconsin Legislature und den Gouverneur von Wisconsin. Die Hauptverwaltung befindet sich in der Hauptstadt Madison.

## Geschichte
Die Behörde wurde 1967 gegründet.

## Leitung
Das WDNR wird vom Departement of Natural Resources Secretary geleitet. Seit 2019 ist dies Preston D. Cole.